# Monster High: Szellemlánc
A Monster High: Szellemlánc, a Monster High 2015-ben bemutatott 3D-s animációs filmje.

## Történet
Spectrát visszahívják a szellemsuliba, hogy ott tanuljon, ne pedig a Monster Highban, ám az iskola igazgatója, Hazajáró igazgatónő több diákot akar az iskolába rakni, hogy megszabaduljon békjolóitól. Clawdeen, Draculaura, Sirena, Twyla és Rochelle elindulnak Spectra felkutatására és szellemé változtatják magukat. Eközben Spectra találkozik régi barátjával Porterrel, amint megérkeznek a lányok Kiomi, River és Vandalával, amint megtalálják Spectrát ő elviszi őket az igazgatónő előtt, ám megtalálja őket is így békjolóval látja el majd kideríti, mitől lettek szellemek és a Monster High néhány diákját szellemmé változtatja (Operetta, Scarah, Heath), majd a Monster High teljes csapata ellen indul, ám a lányok sem tétlenkednek.

## Magyar hangok
- Ungvári Zsófia – Spectra
- Talmács Márta – Clawdeen
- Szabó Zselyke – Draculaura
- Hermann Lilla – Sirena
- Nemes Takách Kata – Twyla
- Farkasházi Réka – Rochelle
- Simonyi Balázs – Porter
- Ferenczy Liza – Kiomi
- Vicsek Eszter – Vandala
- Csomor Csilla – River
- Udvaros Dorottya – Hazajáró igazgatónő